# Pulham St Mary
Pulham St Mary – wieś w Anglii, w hrabstwie Norfolk, w dystrykcie South Norfolk. Leży 24 km na południe od Norwich i 139 km na północny wschód od Londynu. Miejscowość liczy 866 mieszkańców.